# 333省道 (河北)
河北省道S333，全称海兴—顺平公路（简称海顺线），是河北省东西向省级干线公路，西起沧州市海兴县，东至保定市顺平县，全长178.5公里。

## 路线特征
- 总里程：

原线：43.7公里（满城谒山环岛至雄县G112段）  
改线段：新增15.237公里（含大清河特大桥2.648公里）
- 技术标准：

雄安新区段：双向六车道一级公路，路基宽34米，设计时速80公里  
传统路段：二级公路（徐水大王店至满城段保持原技术指标）
- 关键工程：

大清河特大桥：雄安新区最长公路桥梁，采用抗震设防烈度8度标准  
智慧公路系统：容东至S042段配备交通量自动监测和雾区诱导装置

## 历史沿革

### 早期建设（1990-2010年）
- 1992年：作为津保公路（天津—保定北）组成部分通车，初期为砂石路面
- 2002年改造：完成沥青混凝土路面铺设，东延至白沟物流园区[5]

### 雄安新区时期（2017年至今）
- 2019年改线：启动容东至S042段改线工程，避让白洋淀生态保护区核心区[3]
- 2021年里程碑：雄安新区境内3.83公里通车，实现与京雄城际铁路无缝衔接[6]
- 2022年验收：高铁站至S333连接线一期工程通过验收，日均货运量达1.2万吨[7]
- 2024年规划：启动安平段改建工程，衔接衡水市安平县产业园区[8]

## 沿线设施
| 地区                                                                                         | 里程 | 类型       | 名称         | 连接             | 说明                       |
| -------------------------------------------------------------------------------------------- | ---- | ---------- | ------------ | ---------------- | -------------------------- |
| 满城区                                                                                       |      | 主线出入口 | 谒山环岛     | 保阜线           | 与S232共线起点             |
| 徐水区                                                                                       |      | 出入口     | 大王店枢纽   | 京昆高速         |                            |
| 徐水区                                                                                       |      | 河流       | 漕河大桥     | 漕河大桥         | 危桥改造工程（2023年完成） |
| 徐水区                                                                                       |      | 出入口     | 徐水北       | 保静线           |                            |
| 容城县                                                                                       |      | 出入口     | 容东智慧站   | 雄安高铁站连接线 |                            |
| 容城县                                                                                       |      | 河流       | 萍河生态走廊 | 萍河生态走廊     | 限速60km/h的景观路段       |
| 雄县                                                                                         |      | 出入口     | 昝岗枢纽     | 荣乌高速         |                            |
| 雄县                                                                                         |      | 河流       | 大清河特大桥 | 大清河特大桥     | 设置船舶防撞预警系统       |
| 雄县                                                                                         |      | 出入口     | 白沟物流园   | 白沟新城货运专线 |                            |
| 海兴县                                                                                       |      | 主线出入口 | 海兴港区     | 丹东线           | 与G228共线终点             |
| 1.000 英里 = 1.609 千米；1.000 千米 = 0.621 英里 并行路段 • 已关闭／取消 • 限制进入 • 未开放 |      |            |              |                  |                            |

## 功能定位
- 雄安新区骨干路网：

建材运输：承担新区60%以上砂石骨料运输（2023年数据）  
产业联动：串联保定汽车产业带、雄安科创区、渤海新区三大经济板块
- 生态示范工程：

海绵道路：透水铺装面积占比达52%，年雨水回用量超10万立方米  
生物通道：设置6处两栖动物地下通道和3处鸟类栖息岛

## 管理维护
- 养护机制：

沧州段：2023年完成大中修工程，采用橡胶改性沥青技术  
雄安段：实行"路长制"数字化管理，配备自动检测车
- 交通管制：

2024年7月：青银高速石太段改扩建期间限制三轴以上货车通行  
永久措施：大清河特大桥禁止运输危化品车辆通行

## 争议事件
- 生态影响争议：2018年原设计路线穿越白洋淀缓冲区，遭环保组织联名反对后改线[11]
- 征地补偿纠纷：2021年徐水段扩建引发3个村庄集体诉讼，最终提高补偿标准30%[12]

## 未来规划
根据《河北省省道网规划（2021-2035年）》：
- 西延工程：规划延伸至山西省五台县，形成冀晋能源运输新通道
- 智慧升级：2025年前实现L4级自动驾驶测试路段（容城至昝岗段）
- 绿色转型：2030年全线更换光伏路面，配套建设充电桩网络[13]